# Biesenthal
Biesenthal es un municipio del distrito de Barnim, en Brandeburgo (Alemania).
- Datos: Q541642
- Multimedia: Biesenthal / Q541642

1. ↑  Worldpostalcodes.org, código postal n.º 16359.